# PA-2
«Pad Abort Test-2 (Apollo)» (PA-2) — 15-й запуск по программе Аполлон, 2-й пуск без ракеты-носителя, для отработки Системы аварийного спасения (САС), состоялся 29 июня 1965 года.

## Предыстория
В запуске PA-2 проверялась способность системы аварийного спасения (САС) обеспечить безопасное мягкое приземление экипажа Аполлона при аварии ракеты-носителя. Этот старт был вторым (после PA-1) испытанием САС с уровня земли.
САС была оснащена плоскими пластинами-стабилизаторами в верхней части её корпуса для ориентации командного модуля (КМ) теплозащитным экраном вниз к моменту отстрела САС и выпуска парашютов. Макет КМ (BP № 23A) имел защитное покрытие, он был изготовлен из картона и ранее использовался в полете A-002. После восстановления и доработки макет более точно соответствовал штатному КМ по размерам, массе и другим характеристикам. Схема посадки была та же, что и в полёте A-003.

## Полет

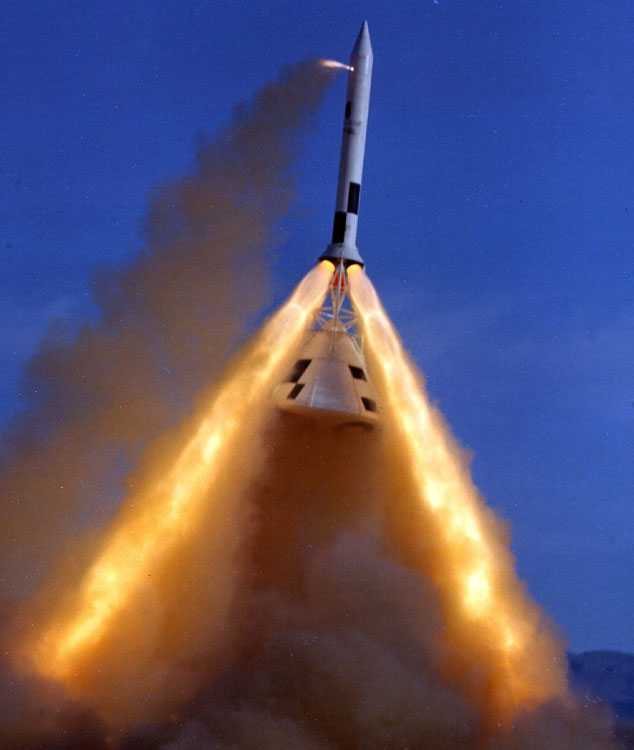
Испытание САС PA-2 (NASA).

Полет начался 29 июня 1965 года в 6:00:01 местного времени (13:00:01 UTC) со стартовой площадки № 36. Основной и отклоняющий двигатели САС запустились одновременно, уводя командный модуль по запланированной траектории. Уже старте проявилось умеренное вращение КМ вокруг вертикальной оси из-за аэродинамической асимметрии командного модуля, которое не повлияло на успех испытания.
Раскрылись плоскости стабилизаторов и развернули КМ в положение, необходимое для выпуска тормозных парашютов. Корпус САС и теплозащитный экран отстрелились штатно. Защитное покрытие, нанесенное на коническую поверхность КМ, осталось неповрежденным. Защитный конус (под фермой САС), как и ожидалось, разрушился из-за перепада давления во время отстрела от командного модуля, что, однако, не могло повлиять на успешное раскрытие парашютов.
Хотя один из стропов парашюта оказался закручен, приземление прошло нормально. Тормозные парашюты развернули и стабилизировали командный модуль, вышли основные парашюты, обеспечив удовлетворительную вертикальную скорость спуска. Максимальная достигнутая высота составила 2,82 км — на 0,2 км больше расчетной. Командный модуль приземлился в 2,32 км от стартовой площадки, на 0,6 км дальше, чем было запланировано.
На макете КМ были установлены четыре стеклянных  иллюминатора. На них не появилось копоти, но на трех  нашли масляные потеки. Было решено, что эти потеки не вызовут чрезмерного ухудшения видимости во время спуска и приводнения. Испытание было очень успешным,  достигнуты все запланированные цели.

## Фото

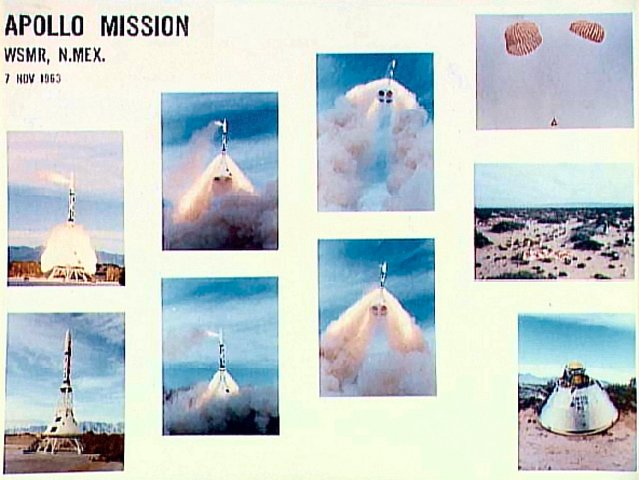
Стадии полета.